# Церква святих верховних апостолів Петра і Павла (Кузьминчик)
Церква святих верховних апостолів Петра і Павла в Кузьминчику — парафія і храм греко-католицької громади Гусятинського деканату Бучацької єпархії Української греко-католицької церкви в селі Кузьминчик Чортківського району Тернопільської области.

## Історія церкви
До 1932 року в селі існувала церква, яку розібрали, а її будівельні матеріали використали для спорудження клубу та школи. З того храму збереглися лише плащаниця і два образи.
Засновником парафії після виходу УГКЦ з підпілля став о. Андрій Кузняк. Зараз богослужіння проводять в одній із кімнат недіючої школи. На згадку про стару церкву, цей храм назвали на честь Святих Верховних Апостолів Петра і Павла. Освячення відбулося 12 липня 2001 року, його здійснив генеральний вікарій Тернопільсько-Зборівської єпархії о. митрат Василь Семенюк. Семінаристи Тернопільської вищої духовної семінарії придбали для храму іконостас.
За час існування парафії було перекрито дах храму, встановлено купол і вікна. Наразі тривають роботи над виготовленням престола, кивота та аналоя.
При парафії діє спільнота «Матері в молитві».

## Парохи
- о. Андрій Кузняк (до 2012),
- о. Олег Гладун (до листопала 201З),
- о. Петро Гудима (з листопада 201З).